# 黎明洞
黎明洞，位于中国广东省汕尾市城区捷胜镇石厝村，为汕尾市的一个市、县级文物保护单位，类型为其他，公布时间为2004年5月。
黎明洞的历史年代为明代。